# Put (glazbeni sastav, Split)
Put je bio hrvatski rock sastav iz Splita.

## Povijest
Sastav je osnovan 1976. godine. Nastao je kao koncertna ad-hoc supergrupa. Djelovali su jednu godinu. Osnovali su ju braća Brodarić (Zlatko i Jappa) i braća Vasić (Milo i Boro) nakon privremenog raspada Mora, iz kojeg je bila većina članova. Nisu ostavili snimljeni zvučni zapis svog djelovanja. Svirali su prateći hrvatske šlageraše na višemjesečnim turnejama po Sovjetskom Savezu.

## Članovi sastava
Članovi sastava:
- Zlatko Brodarić-Zlaja - gitara
- Željko Brodarić-Jappa - gitara
- Jasmin Stavros - bubanj
- Boro Vasić - bas-gitara